# John Morgan (Bischof)
John Morgan (* 6. Juni 1886 in Llandudno; † 26. Juni 1957 in London) war ein britischer Geistlicher. Ab 1934 diente er als anglikanischer Bischof von Brecon und Swansea, ab 1939 als Bischof von Llandaff und dazu von 1949 bis zu seinem Tod als Erzbischof der Church in Wales.

## Herkunft und Studium
John Morgan war das jüngste Kind des anglikanischen Geistlichen John Morgan, der später Archidiakon von Bangor wurde. Morgan besuchte zunächst die St. George's National School in Llandudno und dann die Cathedral School in Llandaff, wo er als Solist im Kathedralchor sang. Danach besuchte er das Llandovery College, ehe er am Hertford College in Oxford und danach am Cuddesdon College in Cuddesdon studierte. 1910 macht er einen Abschluss als Bachelor und 1914 als Master of Arts. Später wurde ihm 1934 die Ehrendoktorwürde der University of Wales verliehen. 1950 wurde er ehrenhalber Fellow des Hertford College. 1910 wurde er von Watkin Herbert Williams, dem Bischof von Bangor zum Diakon geweiht, ehe er 1911 zum Priester geweiht wurde.

## Dienst als Geistlicher
Morgans erste Stelle als Priester war ab 1910 in Llanaber und Barmouth in Nordwestwales, ehe er 1912 Kaplan von Bischof Winfrid Burrows von Truro und Vikar an der Kathedrale von Truro wurde. Während des Ersten Weltkriegs war er von 1916 bis 1919 zeitweise als Militärpfarrer im Mittelmeerraum und in Großbritannien eingesetzt. 1917 wurde er Vikar an der Kathedrale von St Asaph. 1919 wurde er Priester in Llanbeblig und Caernarfon, und mit dem Welsh Church Act 1920 wurde er Pfarrer der Gemeinde. Von 1928 bis 1931 war er Gefängnisseelsorger im Gefängnis von Caernarfon und Dekan von Arfon. 1931 wurde er Kanoniker an der Kathedrale von Bangor und 1933 Rektor von Llandudno, ehe er 1934 zum Bischof der Diözese Swansea und Brecon gewählt wurde. Am Pfingstdienstag 1934 wurde er in der Kathedrale von St Asaph von Erzbischof Alfred George Edwards von Wales zum Bischof geweiht. In der jungen Diözese legte er Regeln für Gottesdienste und für die Kirchenmusik fest. 1939 wurde er Bischof der Diözese Llandaff, dazu wurde er 1949 zum Erzbischof der Church in Wales gewählt. In Llandaff erwies er sich als fähiger Verwalter, der nach dem Zweiten Weltkrieg für den Wiederaufbau der durch einen Bombenangriff zerstörten Kathedrale verantwortlich war. Er erlebte noch die Neuweihe der Kathedrale im Frühjahr 1957. Bereits schwer krank, weihte er am 1. Mai 1957 in Llandaff Gwilym Owen Williams zum Bischof von Bangor. Am selben Abend reiste er zum St Thomas’ Hospital nach London zurück, wo er wenige Wochen später starb. Er wurde in St Asaph begraben.

## Persönlichkeit
Morgan war ein fähiger Musiker, der bereits als Jugendlicher Orgel spielen konnte. Als Pfarrer in der Diözese Bangor wurde er Vorsitzender des Ausschusses für Kirchenmusik der Diözese. Als Bischof wurde er 1934 zum Vorsitzenden des Ausschusses gewählt, der das walisischsprachige Gesangbuch Emynau'r Eglwys herausgab. Während seiner Amtszeit als Erzbischof begann eine Kommission von Geistlichen mit der Überarbeitung des Book of Common Prayer. Als Bischof war er ein hervorragender, aber überaus penibler und genauer Verwalter. Er achtete streng auf die Einhaltung der liturgischen Regeln. Von kleiner Statur war er privat schüchtern und zurückhaltend. Wie sein Vater konnte er jedoch großzügig und gnädig sein. Nur gute Freunde wussten, dass er gut Anekdoten erzählen konnte und dabei den Dialekt von Caernarfon beherrschte.